# Valerio Grond
Valerio Grond, född den 26 oktober 2000, är en schweizisk längdskidåkare. Han tävlar för Davos och representerar det schweiziska landslaget.
Grond debuterade i världscupen säsongen 2020/21. Han deltog i OS 2022. Han har tagit en individuell pallplacering i världscupen som kom i sprinten i mars 2024 då han placerade sig på en tredjeplats.